# شهرک شگفت‌آور (فیلم)
شهرک شگفت‌آور (تایلندی: วันเดอร์ฟูลทาวน์) یک فیلم تایلندی محصول سال ۲۰۰۷ به کارگردانی و نویسندگی آدیتیا آسارات می‌باشد. فیلمبرداری این فیلم در دسامبر ۲۰۰۶ به پایان رسید. داستان این فیلم در شمال سرزمین اصلی استان پوکت در پساسونامی دلهره‌آور در محدوده کائو لاک و شهرک تاکئوا پا استان پهانگ نگا اتفاق افتاده‌است.

## جوایز
- زردآلوی نقره‌ای ویژه برای بهترین فیلم سینمایی پنجمین دوره جشنواره بین‌المللی فیلم زردآلوی طلایی ایروان